# Ахмет Суат Езязиджи
Ахмет Суат Езязиджи (тур. Ahmet Suat Özyazıcı, 1 січня 1936, Трабзон — 18 лютого 2023, там само) — турецький футболіст, що грав на позиції захисника. По завершенні ігрової кар'єри — тренер, з яким пов'язані основні успіхи клубу «Трабзонспор», що припали на другу половину 1970-х і початок 1980-х.

## Клубна кар'єра
Народився у місті Трабзон і виступав за місцеві команди. З 1954 року виступав за «Трабзон Йолспор», а за два сезони перейшов до «Трабзон Ідманоджагі», за який грав одинадцять сезонів. А 1967 року перейшов до «Трабзонспора», за який і відіграв два останні сезони своєї кар'єри.

## Виступи за збірну
1960 року провів три гри за олімпійську збірну Туреччини на тогорічних Олімпійських іграх.

## Кар'єра тренера
Розпочав тренерську кар'єру, очоливши 1973 року тренерський штаб свого останнього клубу, «Трабзонспора», в якому пропрацював два роки. Його наступник Шюкрю Ерсой пропрацював з командою лише декілька місяців 1975 року, після чого до клубу повернули Езязиджи. Його другий прихід до «Трабзонспора» був ознаменований здобуттям першого для клубу чемпіонства в сезоні 1975-1976, а наступного сезону команда захистила титул. Після того, як 1978 року команда здобула лише «срібло» національного чемпіонату, тренер залишив команду.
Надалі ще п'ять разів приходив на тренерський місток «Трабзонспора», востаннє 1999 року. Під його керівництвом команда ще двічі, у 1980 і 1984 роках, ставала чемпіоном Туреччини. 
Також протягом тренерської кар'єри працював з командами «Бурсаспора» (у 1980 році) та «Сариєра» (у 1990).

## Титули і досягнення

### Як тренера
- Чемпіон Туреччини (4):

«Трабзонспор»: 1975-1976, 1976-1977, 1979-1980, 1983-1984
- Володар Кубка Туреччини (3):

«Трабзонспор»: 1976-1977, 1977-1978, 1983-1984
- Володар Суперкубка Туреччини (5):

«Трабзонспор»: 1976, 1977, 1978, 1980, 1983